# Ніколя Маю
Ніколя Маю (фр. Nicolas Mahut) —  французький тенісист, переможець усіх чотирьох турнірів Великого шлему в парному розряді, володар Кубка Девіса, учасник найтривалішого тенісного матчу в історії, колишня перша ракетка світу в парній грі.  
Маю представляв Францію на Олімпіаді 2016 року в Ріо-де-Жанейро в парному розряді з П'єром-Югом Ербером та в змішаному парному розряді з Каролін Гарсія. Попри те, що обидві пари були посіяні першими, вони вибули в першому ж колі змагань.
Кубок Девіса збірна Франції виграла (удесяте) 2017 року. На щляху до цієї звитяги пара Маю та Ербер здобула перемоги у всіх своїх матчах.

## Найдовший матч в історії

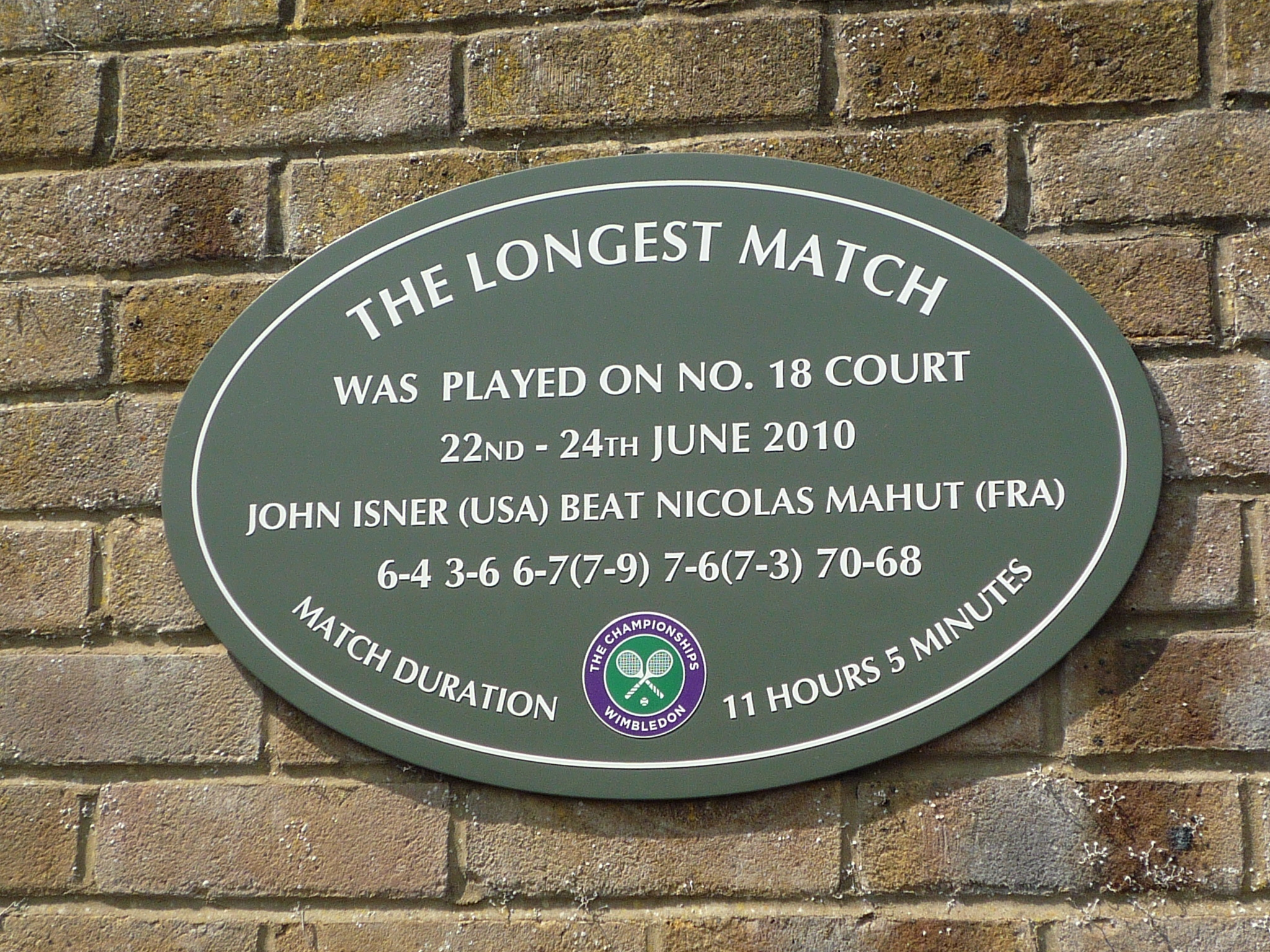
Табличка на 18-му корті Вімблдону, встановлена на вшанування події

На Вімблдонському турнірі 2010 року Маю зіграв матч з Джоном Ізнером, що тривав три дні з 22 по 24 червня. Ізнер виконав рекордні 112 подач на виліт, побивши попереднє досягнення Іво Карловича із 78 подач на виліт. Маю теж мав 103 подачі на виліт. Гру припинили 23 червня о  21:11 через темряву при рахунку  59–59. Ізнер виборов перемогу наступного дня: 6–4, 3–6, 6–7(7–9), 7–6(7–3), 70–68.
Матч став найдовшим як у сенсі часу, так і кількості геймів. Він тривав 183 гейми й 11 годин 5 хвилин, більше ніж гра між Панчо Гонсалесом та Чарлі Пасареллом у першому колі Вімблдону 1969, яка тривала 112 геймів, та від матчу Фабріс Санторо – Арно Клеман на Відкритому чемпіонаті Франції 2004 року, що тривав  6 годин 33 хвилини.
Обоє гравців та суддя отримали призи за участь в історичній грі. Маю належить рекорд найбільшого числа виграних геймів у програному матчі — 91.

## Загальна статистика
| W | Ф | ПФ | ЧФ | #Р | КТ | К# | DNQ | A | NH |

### Виступи в одиночних турнірах Великого шолома
| Турнір                                 | 2000 | 2001 | 2002 | 2003 | 2004 | 2005 | 2006 | 2007 | 2008 | 2009 | 2010 | 2011 | 2012 | 2013 | 2014 | 2015 | 2016 | 2017 | 2018 | 2019 | 2020 | ТУ     | В-П   | % виграшів |
| -------------------------------------- | ---- | ---- | ---- | ---- | ---- | ---- | ---- | ---- | ---- | ---- | ---- | ---- | ---- | ---- | ---- | ---- | ---- | ---- | ---- | ---- | ---- | ------ | ----- | ---------- |
| Турніри Великого шлему                 |      |      |      |      |      |      |      |      |      |      |      |      |      |      |      |      |      |      |      |      |      |        |       |            |
| Відкритий чемпіонат Австралії з тенісу |      | 1р   |      |      | 1р   |      |      | 2р   | 2р   |      |      | 2р   | 3р   |      | 1р   | К1р  | 2р   | 1р   | К1р  | К1р  | К1р  | 0 / 9  | 6–9   | 40%        |
| Відкритий чемпіонат Франції з тенісу   | 1р   | 1р   |      | 1р   | 1р   |      | 1р   | 1р   | 1р   | К2р  | 2р   | 1р   | 3р   | 1р   | 1р   | 3р   | 2р   | 1р   | 1р   | 3р   |      | 0 / 17 | 8–17  | 32%        |
| Вімблдонський турнір                   |      |      |      |      |      |      | 3р   | 2р   | 1р   | 1р   | 1р   | 1р   | 2р   | 2р   | 1р   | 2р   | 4р   | 1р   | К2р  | К1р  | NH   | 0 / 12 | 9–12  | 43%        |
| Відкритий чемпіонат США з тенісу       |      |      |      | 1р   | 1р   |      | 2р   | 1р   | 1р   | К1р  | К3р  | 2р   | 1р   | 1р   | 1р   | 2р   | 3р   | 3р   | 2р   | К2р  |      | 0 / 13 | 8–13  | 38%        |
| В-П                                    | 0–1  | 0–2  | 0–0  | 0–2  | 0–3  | 0–0  | 3–3  | 2–4  | 1–4  | 0–1  | 1–2  | 2–4  | 5–4  | 1–3  | 0–4  | 4–3  | 7–4  | 2–4  | 1–2  | 2–1  | 0–0  | 0 / 51 | 31–51 | 38%        |

### Часова шкала виступів на турнірах Великого шолому
Актуально станом на завершення Вімблдонський турнір 2023.
| Турнір                                 | 2000 | 2001 | 2002 | 2003 | 2004 | 2005 | 2006 | 2007 | 2008 | 2009 | 2010 | 2011 | 2012 | 2013 | 2014 | 2015 | 2016 | 2017 | 2018 | 2019 | 2020 | 2021 | 2022 | 2023 | ТУ     | В-П    | % виграшів |
| -------------------------------------- | ---- | ---- | ---- | ---- | ---- | ---- | ---- | ---- | ---- | ---- | ---- | ---- | ---- | ---- | ---- | ---- | ---- | ---- | ---- | ---- | ---- | ---- | ---- | ---- | ------ | ------ | ---------- |
| Турніри Великого шлему                 |      |      |      |      |      |      |      |      |      |      |      |      |      |      |      |      |      |      |      |      |      |      |      |      |        |        |            |
| Відкритий чемпіонат Австралії з тенісу |      |      |      |      | 3р   | 2р   | 1р   | ЧФ   | 3р   |      |      |      | 1р   | 1р   | ПФ   | Ф    | 2р   | ЧФ   | 2р   | П    | 1р   | ЧФ   | 1р   | 1р   | 1 / 17 | 31–16  | 66%        |
| Відкритий чемпіонат Франції з тенісу   | 2р   | 1р   | 1р   | 2р   | 1р   | 1р   | ЧФ   | 2р   |      | 3р   | 1р   | 3р   | 2р   | Ф    | 3р   | 3р   | 3р   | 1р   | П    | 2р   | 3р   | П    | 1р   | 1р   | 2 / 23 | 37–21  | 64%        |
| Вімблдонський турнір                   |      |      |      |      | 2р   | 1р   | 1р   | 1р   | 3р   |      | 1р   | 2р   | 1р   | 2р   | ПФ   | 3р   | П    | 2р   | 2р   | Ф    | NH   | 2р   | ЧФ   | 2р   | 1 / 18 | 28–17  | 62%        |
| Відкритий чемпіонат США з тенісу       |      |      |      |      | ПФ   | ЧФ   | 1р   | ПФ   | 2р   | 1р   | 1р   |      | ЧФ   | 3р   | 2р   | П    | ПФ   | 1р   | 3р   | 1р   | 1р   | ЧФ   | 1р   |      | 1 / 18 | 33–16  | 67%        |
| В-П                                    | 1–1  | 0–1  | 0–1  | 1–1  | 7–4  | 4–4  | 3–4  | 8–4  | 5–3  | 2–2  | 0–3  | 3–2  | 4–4  | 8–4  | 11–4 | 15–3 | 13–3 | 4–4  | 10–3 | 12–3 | 2–3  | 13–3 | 2–4  | 1–3  | 5 / 76 | 129–70 | 65%        |

## Важливі фінали

### Фінали турнірів Великого шолома

#### Парний розряд: 8 (5–3)
| Результат | Рік  | Турнір                                 | Покриття | Партнер             | Суперники                           | Рахунок                                     |
| --------- | ---- | -------------------------------------- | -------- | ------------------- | ----------------------------------- | ------------------------------------------- |
| Поразка   | 2013 | Відкритий чемпіонат Франції з тенісу   | Ґрунт    | Мікаель Льодра      | Боб Браян Майк Браян                | 4–6, 6–4, 6–7(3–7)                          |
| Поразка   | 2015 | Відкритий чемпіонат Австралії з тенісу | Тверде   | П'єр-Юг Ербер       | Сімоне Болеллі Фабіо Фоніні         | 4–6, 4–6                                    |
| Перемога  | 2015 | Відкритий чемпіонат США з тенісу       | Тверде   | П'єр-Юг Ербер       | Джеймі Маррей Джон Пірс (тенісист)  | 6–4, 6–4                                    |
| Перемога  | 2016 | Вімблдонський турнір                   | Трава    | П'єр-Юг Ербер       | Жульєн Беннето Едуар Роже-Васслен   | 6–4, 7–6(7–1), 6–3                          |
| Перемога  | 2018 | Відкритий чемпіонат Франції            | Ґрунт    | П'єр-Юг Ербер       | Олівер Марах Мате Павич             | 6–2, 7–6(7–4)                               |
| Перемога  | 2019 | Відкритий чемпіонат Австралії          | Тверде   | П'єр-Юг Ербер       | Генрі Контінен Джон Пірс (тенісист) | 6–4, 7–6(7–1)                               |
| Поразка   | 2019 | Вімблдонський турнір                   | Трава    | Едуар Роже-Васселен | Хуан Себастьян Кабаль Роберт Фара   | 7–6(7–5), 6–7(5–7), 6–7(6–8), 7–6(7–5), 3–6 |
| Перемога  | 2021 | Відкритий чемпіонат Франції (2)        | Ґрунт    | П'єр-Юг Ербер       | Олександр Бублик Андрій Голубєв     | 4–6, 7–6(7–1), 6–4                          |

### Чемпіонати закінчення сезону

#### Парний розряд: 3 (2–1)
| Результат | Рік  | Турнір               | Покриття   | Партнер       | Суперники                | Рахунок           |
| --------- | ---- | -------------------- | ---------- | ------------- | ------------------------ | ----------------- |
| Поразка   | 2018 | Фінал ATP, Лондон    | Тверде (i) | П'єр-Юг Ербер | Майк Браян Джек Сок      | 7–5, 1–6, [11–13] |
| Перемога  | 2019 | Фінал ATP, Лондон    | Тверде (i) | П'єр-Юг Ербер | Равен Класен Майкл Вінус | 6–3, 6–4          |
| Перемога  | 2021 | Фінал ATP, Турин (2) | Тверде (i) | П'єр-Юг Ербер | Ражів Рам Джо Солсбері   | 6–4, 7–6(7–0)     |

### Фінали Мастерс 1000

#### Парний розряд: 12 (7–5)
| Результат | Рік  | Турнір                             | Покриття   | Партнер            | Суперники                             | Рахунок               |
| --------- | ---- | ---------------------------------- | ---------- | ------------------ | ------------------------------------- | --------------------- |
| Поразка   | 2011 | Мастерс Париж                      | Тверде (i) | Жульєн Беннето     | Роган Бопанна Айсам-уль-Хак Куреші    | 2–6, 4–6              |
| Перемога  | 2016 | Indian Wells Open                  | Тверде     | П'єр-Юг Ербер      | Вашек Поспішил Джек Сок               | 6–3, 7–6(7–5)         |
| Перемога  | 2016 | Відкритий чемпіонат Маямі з тенісу | Тверде     | П'єр-Юг Ербер      | Равен Класен Ражів Рам                | 5–7, 6–1, [10–7]      |
| Перемога  | 2016 | Мастерс Монте-Карло                | Ґрунт      | П'єр-Юг Ербер      | Джеймі Маррей Бруно Соарес            | 4–6, 6–0, [10–6]      |
| Поразка   | 2016 | Мастерс Париж                      | Тверде (i) | П'єр-Юг Ербер      | Генрі Контінен Джон Пірс (тенісист)   | 4–6, 6–3, [6–10]      |
| Поразка   | 2017 | Мастерс Мадрид                     | Ґрунт      | Едуар Роже-Васслен | Лукаш Кубот Марсело Мело              | 5–7, 3–6              |
| Перемога  | 2017 | Мастерс Рим                        | Ґрунт      | П'єр-Юг Ербер      | Іван Додіг Марсель Гранольєрс         | 4–6, 6–4, [10–3]      |
| Перемога  | 2017 | Мастерс Канада                     | Тверде     | П'єр-Юг Ербер      | Роган Бопанна Іван Додіг              | 6–4, 3–6, [10–6]      |
| Перемога  | 2017 | Мастерс Цинциннаті                 | Тверде     | П'єр-Юг Ербер      | Джеймі Маррі Бруно Соарес             | 7–6(8–6), 6–4         |
| Перемога  | 2019 | Мастерс Париж                      | Тверде (i) | П'єр-Юг Ербер      | Карен Хачанов Андрій Рубльов          | 6–4, 6–1              |
| Поразка   | 2021 | Мастерс Париж                      | Тверде (i) | П'єр-Юг Ербер      | Тім Пюц Майкл Вінус                   | 3–6, 7–6(7–4), [9–11] |
| Поразка   | 2023 | Miami Open                         | Тверде     | Остін Крайчек      | Сантьяго Гонсалес Едуар Роже-Васселен | 6–7(4–7), 5–7         |